# Estudiantes de La Plata
Câu lạc bộ Estudiantes de La Plata  là một câu lạc bộ có truyền thống lâu đời của Argentina.
Câu lạc bộ là một trong số các đội bóng thành công nhất ở Argentina. Năm 1967, Estudiantes là đội bóng đầu tiên bên ngoài của truyền thống "năm" để giành được một chức vô địch chuyên nghiệp. Kể từ đó, đội hình đã giành được bốn danh hiệu vô địch nữa để mang lại một tổng số đến năm. Nó đã có thành công quốc tế thậm chí còn lớn hơn, đã giành được sáu danh hiệu quốc tế. Bạc quốc tế "Estudiantes bao gồm bốn Copa Libertadores (bao gồm cả ba thẳng 1968-70), một  Intercontinental Cup, và Interamerican Cup.
Câu lạc bộ được thành lập vào năm 1905 khi một nhóm của các cầu thủ và người hâm mộ đã quyết định ly khai từ đối thủ ngày nay có tên Gimnasia de La Plata. Kết quả các trận đấu giữa hai câu lạc bộ được biết đến như là Clásico Platense. Câu lạc bộ hiện đang tính với sự hỗ trợ của hơn 40.000 thành viên và sân vận động nhà của họ là Estadio Jorge Luis Hirschi.
Môn thể thao khác thực hành tại Estudiantes bóng rổ, đội bóng ném, hockey, golf, bơi và bóng chuyền.

## Lịch sử
Năm 1905, một nhóm cầu thủ bóng đá và người hâm mộ trong thành phố La Plata đã quyết định để phá vỡ đi từ Gimnasia y Esgrima, các câu lạc bộ lớn trong thành phố, kể từ khi Gimnasia của quản lý bị bỏ quên bóng đá sau khi đóng cửa các lĩnh vực của họ trên các đường phố 13 và 71).
Vì vậy, ngày 04 tháng 8 năm 1905, trong shoestore "New York" trên 7th Street, giữa 57 và 58 của thành phố La Plata, câu lạc bộ được thành lập dưới cái tên "Câu lạc bộ Atlético Estudiantes"  tổng thống đầu tiên của nó, Miguel Gutiérrez, được bầu vào đêm rất giống nhau, khi điều lệ câu lạc bộ đã được soạn thảo bởi các thành viên mang thẻ-1, Alfredo Lartigue. Kể từ khi thành lập, tổ chức chủ yếu được dành riêng cho bóng đá, nhưng trong những năm qua câu lạc bộ mở rộng và kết hợp bóng rổ, bóng ném, hockey, bóng, [ [bơi ngoai (thể thao) | bơi]] và golf, trong số những người khác.

### Kỷ nguyên chuyên nghiệp
Khi tính chuyên nghiệp đã được thể hiện rõ trong bóng đá Argentina vào năm 1931, Estudiantes đã có một đội hình huyền thoại bao gồm: Miguel Ángel Lauri, Alejandro Scopelli, Alberto Zozaya, Manuel Ferreira và Enrique Guaita, được gọi là Los Profesores ("giáo sư"), và vẫn được coi là một trong những đội hình hay nhất mọi thời đại của Argentina [http://cartasesfericas.wordpress.com/2009/10/25/los-profesores/. Alberto Zozaya ghi bàn thắng đầu tiên của bóng đá chuyên nghiệp ở Argentina và là cầu thủ ghi bàn hàng đầu của giải đấu chuyên nghiệp đầu tiên. Ferreira chơi cho  đội tuyển quốc gia trong năm 1928 Thế vận hội Olympic và World Cup năm 1930, Guaita và Scopelli chơi cho  Đội tuyển Ý đã giành 1934 FIFA World Cup. Saul Calandra, anh em Sbarra (Raúl và  Roberto) và Armando Nery đã trở thành nỗi khiếp sợ của mọi hàng thủ.
Những năm 1950 chứng kiến sự nổi lên của thủ môn [Gabriel Ogando]], và các cầu thủ như Walter Garcerón, Alberto Bouche, Juan Eulogio Urriolabeitía, Ricardo Infante, Hector Antonio, cũng như các mùa giải cuối cùng của tiền đạo Manuel Pelegrina, Estudiantes "vua phá lưới mọi thời đại với 221 bàn thắng vẫn còn cho đến ngày nay.

### Thời hoàng kim 65-75
Trong những năm 1960, Miguel Ignomiriello huấn luyện đội trẻ Estudiantes U19 được gọi là "La Tercera que Mata (" Cá con giết người "), đội ngũ huấn luyện bởi [ Osvaldo Zubeldía] đã dành chiến thắng tại  1967 "Metropolitano" vô địch. Với chiến tích này, Estudiantes đã trở thành câu lạc bộ đầu tiên bên ngoài " Big Five" bao gồm (Boca Juniors,  River Plate,  Racing Club, Independiente và  San Lorenzo) đã làm nên lịch sử. Điều này đã mở đường cho các câu lạc bộ "nhỏ" khác sẽ làm tương tự như vậy (Vélez Sársfield vào năm 1968, Chacarita Juniors một năm sau đó.

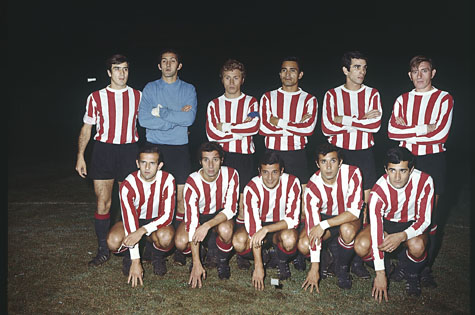
Đội hình năm 1968 đã giành Copa Libertadores

Estudiantes đã giành chiến thắng Copa Libertadores ba năm liên tiếp (1968,  1969 và  1970), và Cúp Liên Lục Địa gặp Manchester United. Trận đấu này vẫn còn được nhớ do các hành vi bạo lực của cầu thủ Estudiantes.

## Đội hình hiện tại
Bản mẫu:Estudiantes de La Plata đội hình

## Cầu thủ đáng chú ý
'Xuất hiện trong phần này một cầu thủ đã chơi ít nhất 50 trò chơi cho câu lạc bộ'

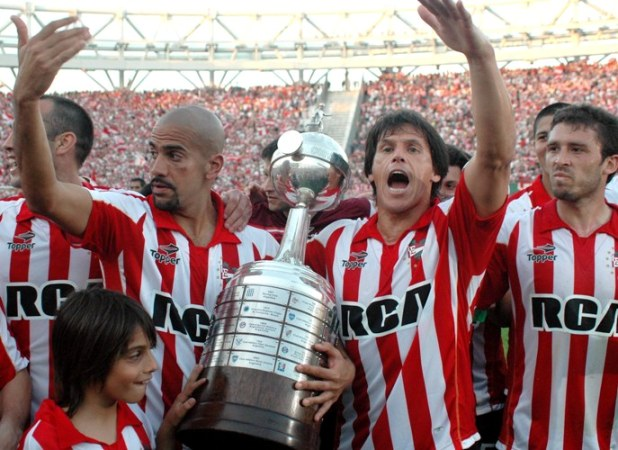

Juan Sebastián Verón]] và José Luis Calderon mừng sinh nhật với Copa Libertadores chiến thắng trong năm 2009.]

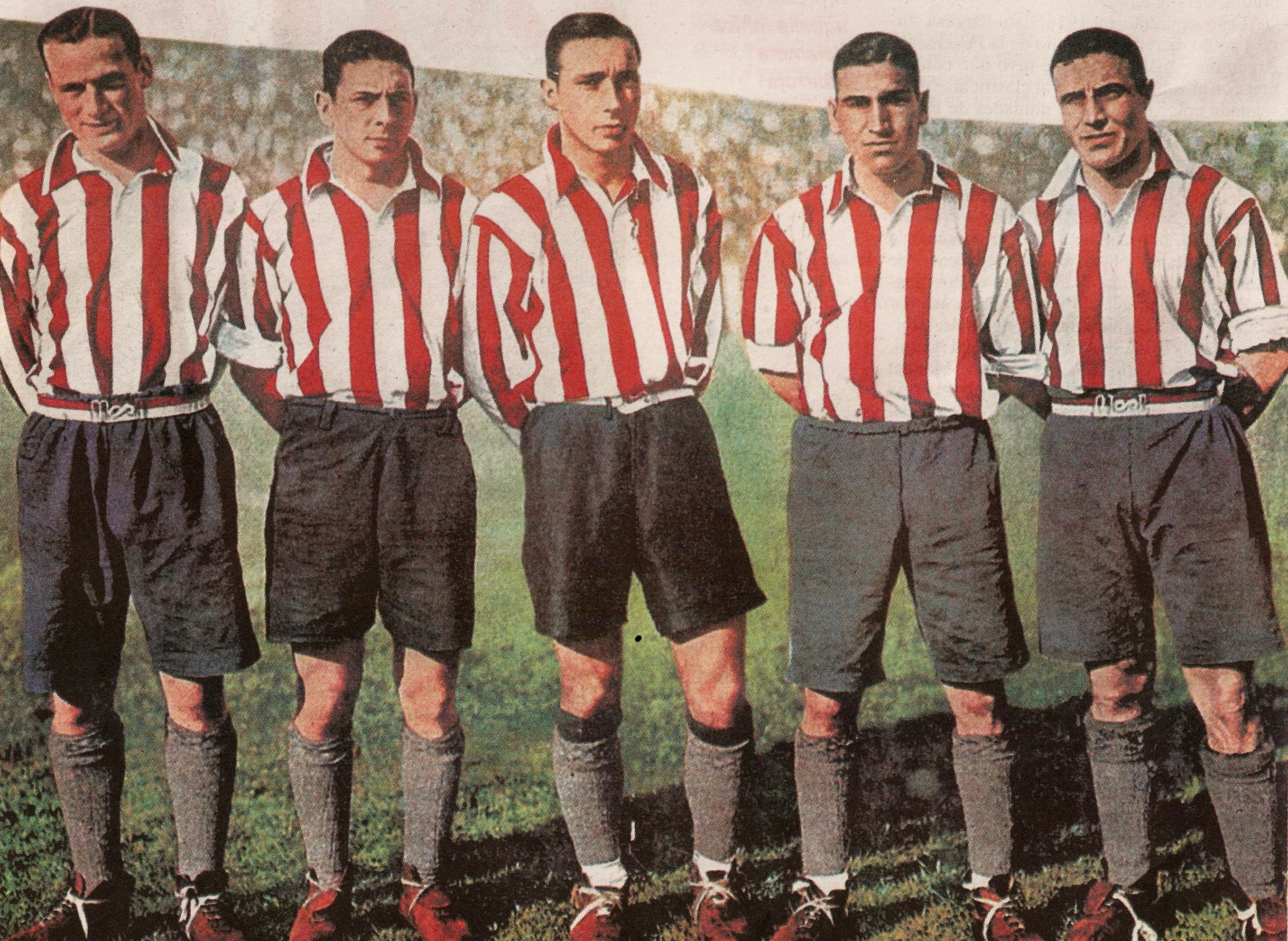
Los Profesores ("Giáo viên"): Miguel Angel Lauri,: Alejandro Scopelli, Alberto Zozaya, Manuel Ferreira và Enrique Guaita

| - | 'Los Profesores' - Miguel Ángel Lauri (1928-1937) - Alejandro "Conejo" Scopelli (1928-1933) - Alberto "Don Padilla" Zozaya (1930-1939) - Manuel "El Piloto Olimpico" Ferreira (1924-1933), (1935-1936) - Enrique Guaita (1931-1933), (1938-1940) |

| - | '1930 'Của năm 1960' - Armando "El Nene" Nery (1931-1937) - Saul "Toro" Calandra (1920 & 30) - Roberto Sbarra (1931-1941) - Raúl Sbarra (1931-1936) - José Rafael Meza Ivankovich (1930) - Manuel "Payo" Pellegrina (1938-1952), (1954-1956) - Juan José "Pichon" Negri (1938-1947), (1958) - Gabriel Ogando (1939-1952) - Walter Garcerón (1941-1955) - Ricardo "Beto" Infante (1942-1952), (1957-1960) - Hector "El Cochero" Antonio (1948-1961) - Alberto Bouche (1946-1955) - Juan Urriolabeitia (1952-1956) - Rafael Albrecht (1960-1962) - [[Milton Alves da Silva (1962) 'Zubeldía của nhóm' - Eduardo "Bocha" Flores (1962-1971) - Oscar "Cacho" Malbernat (1962-1972) - Juan Ramón Verón "La Bruja" (1962-1972), (1975), (1980-1981) - Tiến sĩ Raúl Horacio Madero (1963-1969) - Carlos Pachamé (1963-1971), (1973-1976) - Tiến sĩ Carlos Salvador Bilardo (1965-1970) - Alberto Poletti (1965-1970) - [[Ramón Aguirre Suárez (1966-1971) - Eduardo Luján Manera (1966-1971) - Néstor Togneri (1968-1975) - Marcos Conigliaro (1965-1970) - Juan Echecopar (1966-1971) - José Hugo Medina (1968-1974) '1970 'Năm 1980' - Oscar Pezzano (1970-1976) - Vicente Pernía (1969-1972) - Luis María Carregado (1972) - Ignacio "Chango" Peña - Oscar Rubén Pagnanini (1968-1977) - Patricio Hernández (1973-1982) - Rubén Horacio Galletti (1973-1977), (1980-1982) - Pháp Frasoldatti (1975-1977) - Alfredo Letanú (1976-1978) - Sergio Elio Fortunato (1978-1979), (1984) | 'Bilardo của nhà vô địch' - José Luis Brown (1975-1983) - Miguel Angel Russo (1975-1988) - Hugo Ernesto Gottardi (1976-1983) - Abel Ernesto Herrera (1977-1988) - José Daniel Ponce (1980-1984), (1988) - Guillermo Trama (1981-1986) - Alejandro Sabella (1982-1985), (1987) 1. - Official website (tiếng Tây Ban Nha) Bản mẫu:San Lorenzo de Almagro Bản mẫu:Primera División de Argentina |